# Дзю Уъндзюн
Дзю Уъндзюн (на китайски: 居文君) е китайска шахматистка, настояща четирикратна световна шампионка от 2018 г., гросмайстор от 2014 г.

## Биография
Родена е на 31 януари 1991 г. в град Шанхай, Китайска народна република. През 2009 г. става гросмайстор за жени. През 2010 г. спечелва китайското индивидуално първенство за жени, а през 2012 г. завършва на трета позиция.
Дзю участва на осем световни първенства за жени.
- През 2006 г. губи на осминафиналите от Мая Чибурданидзе с 2:4 точки.[3]
- През 2008 г. е отстранена след тайбрек от Антоанета Стефанова във втория кръг с 1:3 точки.[4]
- През 2010 г. губи на четвъртфиналите от Хъмпи Конеру с 0,5:1,5 точки.[5]
- През 2012 г. достига до полуфиналите, където губи след тайбрек от Анна Ушенина с общ резултат 1,5:2,5 точки.[6]
- През 2015 г. отпада на 1/16 финала от Наталия Погонина с 0,5:1,5 точки.
- През 2017 г. на четвъртфинала губи от бъдещата шампионка Тан Чжонъи също с 0,5:1,5.

През 2018 г. става два пъти световна шампионка за жени:
- от 2 до 20 май в Шанхай и Чунцин (Китай) като претендентка в мач за титлата побеждава тогавъшната шампионка Тен Чжонъи (Китай) с 5,5:4,5 (3+, 5=, 2–).
- от 2 до 23.11. в Ханти-Мансийск (Русия) печели световното първенство, проведено като турнир с 64 участнички по системата на елиминирането, като на финала играе с Екатерина Лахно (Русия). След 2:2 в класическите партии и 1:1 от ускорен шах, Дзю Уъндзюн печели следващите 2 партии на ускорен шах и така повтаря рекорда на Вера Менчик от 1937 г. за спечелване на световната титла два пъти в една година.

Защитава световната си титла още 2 пъти:
- от 4 до 24.1.2020 г. в Шанхай и Владивосток срещу Александра Горячкина (Русия), след като завършва наравно 6:6 в редовните партии и печели в тайбрека на ускорен шах с 2,5:1,5.
- от 5 до 24.7.2023 г. в Шанхай и Чунцин побеждава сънародничката си Лей Тинцзе с 6,5:5,5.

Дзю е състезател на националния отбор за жени на Китай. До 2013 г. тя участва на три шахматни олимпиади (2008 – 2012), три световни отборни първенства (2009 – 2013) и азиатско отборно първенство (2012). Носителка е на множество отборни и индивидуални медали от тези първенства. През 2010 г. спечелва сребърен отборен и сребърен медал на втора дъска от шахматната олимпиада в Дрезден. От световните първенства е носителка на следните медали: златен отборен (2009 и 2011), сребърен отборен (2013), бронзов на четвърта дъска (2009), златен на втора дъска (2011), златен на първа дъска (2013) и златен за ЕЛО пърформънс (2013). От участието си в азиатското отборно първенство през 2012 г. е носителка на златен отборен и златен медал на втора дъска.
На клубно ниво се състезава в китайската шахматна лига – дивизия „А“. През 2011 г. нейният отбор завършва на второ място в лигата, а Дзю получава наградата за най-резултатна състезателка сред жените, приключвайки състезанието с 14 точки от 18 възможни.

## Турнирни резултати
- 2011 – Уси (трето място след тайбрек на „Тhe First Chess Women Masters Tournament“ с резултат 6 точки от 9 възможни, колкото има втората Шън Ян)[12]
- 2011 – Ханджоу (първо място на гросмайсторски турнир за жени с резултат 6,5 точки от 9 възможни)[13]
- 2011 – Шънджън (трето-четвърто място с Тан Чжонъи на турнир от „Гранд При“ серията за жени на ФИДЕ с резултат 6,5 точки от 11 възможни)[14]
- 2011 – Налчик (второ място на турнир от „Гранд При“ серията за жени на ФИДЕ с резултат 7 точки от 11 възможни)[15]

## Участия на шахматни олимпиади
| Година | Организатор    | Отбор | Класиране (отборно) | Дъска    |
| 2008   | Дрезден        | Китай | 8                   | Четвърта |
| 2010   | Ханти-Мансийск | Китай | 2                   | Втора    |
| 2012   | Истанбул       | Китай | 2                   | Трета    |